# Rodolfo Aureliano
Rodolfo Aureliano da Silva (Recife, 2 de novembro de 1903 - Recife, 7 de novembro de 1964) foi um desembargador e filantropo brasileiro.

## Biografia

### Formação acadêmica
A formação acadêmica de Bacharel em Ciências Jurídicas e Sociais e sua atuação no início de sua carreira profissional junto às comunidades do interior de Pernambuco, como promotor público e juiz de Direito, rendeu-lhe a admiração e o reconhecimento tanto da população quanto de algumas autoridades.

### Exílio político
As ideias e as práticas de Rodolfo Aureliano no âmbito da saúde da população do Recife e em benefício dos menores e jovens abandonados encontraram oposição no governo de Estácio Coimbra. Por este motivo, o juiz se transferiu para o Rio Grande do Sul e lá trabalhou no jornal O Estado do Rio Grande.

### O retorno a Pernambuco
Retornou a Pernambuco na administração de Carlos de Lima Cavalcanti (1930/1935). Ocupou o cargo de delegado regional dos municípios de Glória de Goitá, Moreno, São Lourenço da Mata e Vitória de Santo Antão. Neste último, instalou a Escola de Comércio.
Algum tempo depois, se estabeleceu no Recife quando então foi nomeado diretor da Casa de Detenção. Voltou para o interior, dessa vez para o município de Bom Conselho, onde foi juiz de Direito, criou a Escola Padre Manoel Machado e grêmios lítero-recreativos.
Em 1932, assumiu a direção do Instituto Profissional 5 de julho, localizado na Av. 17 de Agosto, 435, Parnamirim. Este órgão redirecionou, no Recife, o recolhimento dos menores abandonados e delinquentes. Antes, eles eram levados  para a Casa de Detenção e ficavam todo o tempo ociosos. No Instituto, além de terem assistência médica-dentária, se ocupavam com vários ensinamentos que os preparavam para assumir atividades remuneradas.
Em junho de 1934, o governo de Carlos de Lima Cavalcanti criou o Juizado de Menores. Rodolfo Aureliano foi seu primeiro titular e permaneceu no cargo até 1951, já na gestão de Agamenon Magalhães. Por suas inúmeras decisões e atos em favor dos menores, bem como sua iniciativa e competência em administrar as despesas com os internos por meio de verbas insuficientes para mantê-los, foi apontado como o gestor público ideal. Neste mesmo período, foi aprovada pelo governo municipal a sua proposta de regulamentar a profissão de vendedor de jornais (gazeteiro). Para dar continuidade aos cuidados com os pequenos trabalhadores, pouco tempo depois foi criada a Casa do Pequeno Jornaleiro.
Rodolfo Aureliano foi, também, presidente da União dos Escoteiros do Brasil - Região Pernambuco.

### O filantropo
Logo cedo, despertou para os problemas sociais da cidade do Recife, principalmente a pobreza e o destino dos menores abandonados. Ele foi também um dos primeiros desembargadores negros do Brasil.
Rodolfo Aureliano não só ocupava cargos públicos. Preocupava-se com a educação que ele sabia ter influência indiscutível sobre a diminuição dos índices de delinquência e de marginalidade. Por isso, instalou vários abrigos, núcleos profissionais e agrícolas, Delegacia de Menores, Serviço Social no Juizado, Agência de Colocações em Empregos, uma Seção de Mendicância e a Escola de Serviço Social de Pernambuco, junto com René Ribeiro e professores universitários, que funcionava nas dependências do Juizado. Esta escola era vinculada ao Instituto Social do Rio de Janeiro e, posteriormente, incorporada à Universidade Federal de Pernambuco (UFPE).

### A vida familiar
Em maio de 1936, Rodolfo Aureliano casou-se com Dulce Bandeira Motta, que passou a assinar Dulce Aureliano da Silva, e com ela teve três filhos: Zuleide, Christina e Tito. Rodolfo ficou viúvo em 1942. Seu segundo casamento foi com Flora Deolinda Mendes de Holanda, em 30 de novembro de 1946, com quem teve seis filhos: Augusto, Maria das Graças, Francisco de Assis, Rodolfo, Joana Teresa e Maria da Conceição.

### Adquirindo e mantendo o colégio Padre Félix
Em 1948, uniu-se a um grupo de amigos e ex-alunos do Colégio Padre Félix, localizado na Rua da Soledade, bairro da Boa Vista, para adquirir a instituição de ensino, que passava por dificuldades financeiras e estava prestes a fechar suas portas. Assegurou também, desta forma, a continuidade dos chamados cursos primário, ginasial e científico e do Curso de Formação de Professores Primários e o de Contabilidade.

### O cargo desembargador
Saiu do Juizado em 1951 e, dois anos depois, tomou posse como desembargador do Tribunal de Justiça do Estado de Pernambuco, nomeado pelo governador Etelvino Lins. Foi também presidente da Associação Pernambucana de Servidores do Estado, da União dos Escoteiros e do Conselho Administrativo da Escola do Serviço Social de Pernambuco. Em 1962, foi eleito presidente do Tribunal de Justiça de Pernambuco e do Tribunal Regional Eleitoral.

## Falecimento
Rodolfo Aureliano faleceu aos 61 anos, no dia 7 de novembro de 1964.

### Homenagens
Várias são as homenagens ao promotor público, juiz e desembargador Rodolfo Aureliano:
• 1964 - inauguração de um Parque Infantil e um Grupo Escolar no bairro da Várzea que tem o seu nome; o Colégio Estadual de Jaboatão mudou sua denominação para Rodolfo Aureliano;
• 1967 – em anexo à Colônia do Bom Pastor, no bairro do Engenho do Meio, foi construído um abrigo para menores (sexo feminino) que se chamou Núcleo de Menores Rodolfo Aureliano;
• ruas da cidade do Recife e do interior de Pernambuco;
• 2003 - ano do centenário de nascimento de Rodolfo Aureliano, foi aprovado por unanimidade pela Corte Especial do Tribunal de Justiça de Pernambuco a proposta de nominar o Fórum do Recife, na Ilha do Leite, de Fórum Rodolfo Aureliano.